# Barbara Morcinek-Abramczyk
Barbara Morcinek-Abramczyk, także Morcinek-Cudak (ur. 19 czerwca 1970) – polska glottodydaktyczka, literaturoznawczyni.

## Życiorys
Tytuł doktorski uzyskała na podstawie dysertacji pt. „Świat kaleki w twórczości Tadeusza Nowaka i Emila Zegadłowicza” (promotorzy: Ireneusz Opacki, Anna Opacka). Od roku 1997 zajmuje się nauczaniem języka polskiego jako obcego na różnych poziomach zaawansowania językowego. Od 2000 jest związana ze Szkołą Języka i Kultury Polskiej Uniwersytetu Śląskiego. W latach 2006–2009 pracowała w Sekcji Polskiej Wydziału Rosyjskiego i Wschodnioeuropejskiego na Uniwersytecie Języków Obcych w Tokio. Od sierpnia 2011 do maja 2012 była zatrudniona na Wydziale Języków i Literatur Słowiańskich Uniwersytetu w Indianie.
Brała udział w licznych konferencjach naukowych w kraju i za granicą, między innymi w Lipsku, Seulu, Sztokholmie, Wilnie. Prowadziła wykłady gościnne: w Pekinie (Chiny), Tokio (Japonia), Halle i Lipsku (Niemcy), Ołomuńcu (Czechy), Mińsku (Białoruś). Wykładała jako profesor wizytujący na Indiana University w Bloomington.
Obecnie prowadzi zajęcia z metodyki nauczania języka polskiego jako obcego i technik multimedialnych na Podyplomowych Studiach Kwalifikacyjnych Nauczania Kultury Polskiej i Języka Polskiego jako Obcego oraz zajęcia lektoratowe w Szkole Języka i Kultury Polskiej UŚ.

## Członkostwa
Jest członkinią Stowarzyszenia Sympatyków Szkoły Języka i Kultury Polskiej, Stowarzyszenia „Bristol” Polskich i Zagranicznych Nauczycieli Kultury Polskiej i Języka Polskiego jako Obcego oraz członkinią Państwowej Komisji Poświadczania Znajomości Języka Polskiego jako Obcego: jest egzaminatorką i autorką zadań. Brała udział m.in. w egzaminach w Berlinie, Chicago i Nowym Jorku.

## Zainteresowania naukowe
Jej zainteresowania naukowe obejmują glottodydaktykę, komunikację pozawerbalną, wielokulturowość, intersemiotyczność, literaturę polską (okresu romantyzmu i literaturę współczesną), literaturę angielską, literaturę japońską, problemy tożsamościowe na Śląsku oraz gestykulację w nauczaniu języków obcych.

## Wybrane publikacje

### Podręczniki
- Polski jest prosty! Podręcznik do nauki języka polskiego dla osób japońskojęzycznych[4]
- Polski mniej obcy. Podręcznik do nauki języka polskiego dla średnio zaawansowanych (wspólnie z Agnieszką Madeją)[5].

### Teksty naukowe (artykuły i rozdziały w monografiach)
- Oczy jak maliny w cukrze, czyli postrzeganie wszystkimi zmysłami, „Postscriptum Polonistyczne” 2002, nr 4.
- Wizerunek gorola w trzech odsłonach, w: My som tukej, Katowice 2004.
- Elementy przekładu intersemiotycznego w nauczaniu grup zaawansowanych, „Postscriptum Polonistyczne” 2005, nr 2.
- Gesty po polsku i po japońsku. Komunikacja niewerbalna w procesie nauczania języka polskiego jako obcego, Studia Polonistyczne w Azji. 2007 International Conference, red. B. Kwon Cheong, Seoul 2007.
- Tłumaczenie kultur – oswajanie kultur? Kilka uwag o kuchni, w: Spotkania Polonistyk Trzech Krajów – Chiny, Korea, Japonia – rocznik 2009, Tokio 2010.

### Teksty naukowe (monografie)
- Na wyrywki: 100 cytatów z polskiej poezji i dramatu, które powinien znać także cudzoziemiec (wspólnie z R. Cudak, W. Hajduk-Gawron, A. Madeja, A. Antoniewicz, M. Bąk, T. Gęsina, L. Romaniszyn-Ziomek, M. Smereczniak).